# Arnuwandas III
Arnuwandas III va ser un rei hitita segurament del 1210 aC fins al 1205 aC. Era fill de Tudhalias IV. Portava el títol de Labarna, "Gran Rei", i "Sol Meu". Hom suposava que el seu regnat va ser curt per la manca de restes, però en els darrers anys han aparegut gran nombre de segells que podrien indicar que va regnar més temps del que es creia. Alguns autors consideren que hi ha confusió amb el rei homònim Arnuwandas I, i que els segells i documents apareguts pertanyen a aquest rei més antic.
Del seu regnat se sap que Ibiranu d'Ugarit va succeir a Ammistamru II. Probablement Arnuwandas va escriure a aquest nou rei i li va recordar que era la seva obligació de vassall presentar-se al rei o almenys enviar un ambaixador.
El va succeir el seu germà Subiluliuma II, ja que no havia deixat cap fill ni hereu. Subiluliuma va obligar els nobles i oficials a jurar-li fidelitat, i va insinuar que Arnuwandas va morir víctima d'una conspiració, i que agafava el poder perquè no hi havia cap hereu amb més drets.